# Ефект (Харків)
АТ «Ефект» — підприємство парфумерно-косметичної промисловості, розташоване у м. Харків, яке спеціалізується на виробництві парфумів, косметичних засобів та засобів особистої гігієни.

## Історія
У 1920-х роках у Харкові був відкритий невеликий миловарний завод з назвою «Трудовий хімік». До початку 1930-х на заводі випустили пробні партії парфумерії та косметики. У 1934 році підприємство остаточно сформувалося як парфюмерно-косметична фабрика № 2. Так була заснована Харківська парфюмерно-косметична фабрика.
У 1941 р. основне обладнання було демонтовано і вивезено до Уфи. За період нацистської окупації фабрика була повністю зруйнована. Відновлювальні роботи розпочалися у вересні 1943 р. У 1954 році відбулося відродження фабрики: тут не тільки відновили старі корпуси, а й побудували нові, організували власну парфумерну лабораторію, і почали створювати свої фірмові запахи.
У 1960-х роках у зв'язку зі збільшенням попиту на косметичні вироби було створено виробництво косметики — кремів, лосьйонів, зубних еліксирів, шампунів. В кінці 1970-х років проведено повне технічне переозброєння тубного виробництва, введені в експлуатацію нові потокові лінії. 1985 рік — рік запровадження в експлуатацію нового тубного-косметичного корпусу.
У 1988 році фабрика отримує ім'я «Ефект». У 1992 році Харківська парфюмерно-косметична фабрика «Ефект» стала акціонерним товариством.

## Сьогодення
Сьогодні парфумерно-косметична фабрика «Ефект» — одне з найбільших підприємств галузі в Україні[джерело?].
Постачальниками сировини є найбільші у світі компанії з виробництва субстанцій для парфумерно-косметичної продукції, такі як: Cognis, Clariant, Dragoco, FREY+LAU GMBH, IFF, SCHUMANN SASOL, Floressence, FRUTAROM тощо (понад 10 країн та 50 виробників). Сам процес виробництва здійснюється на обладнанні швейцарських фірм «FRYMA» і «IWKA».
При виготовленні кремів використовуються натуральні жири й олії, екстракти лікарських рослин, а також різноманітні природні вітамінні комплекси.
Продукція виготовляється на унікальній воді із власної артезіанської свердловини глибиною 811 метрів, водоносний шар якої сформувався понад 5000 років тому[джерело?]. Ця вода містить широкий спектр мікро- та макроелементів. Завдяки використанню такої води БАР легко проникають у шкіру і виявляють максимальний ефект дії.
АТ «Ефект» активно бере участь в міжнародних і українських спеціалізованих виставках і ярмарках, проводить рекламні кампанії.
АТ «Ефект» нагороджено численними дипломами й почесними грамотами: за успіхи у створенні нової високоякісної парфумерної продукції, за значний внесок з просування на український ринок вітчизняної продукції, за внесок у розвиток парфумерно-косметичної галузі, за виробництво широкого асортименту екологічно чистої парфумерно-косметичної продукції.
28 жовтня 2002 року акціонерному товариству «Ефект» було присуджено приз International Star Award for Quality in the Gold category — «Золота Зірка за якість». Його було вручено у Женеві на 27-й Міжнародній конференції «International Star Award Convention Geneva 2002».
Продукція:
- туалетна вода, одеколони, лосьйони
- зубні еліксири